# Rissoina keenae
Rissoina keenae är en snäckart som beskrevs av A. G. Smith och M. Gordon 1948. Rissoina keenae ingår i släktet Rissoina och familjen Rissoidae. Inga underarter finns listade i Catalogue of Life.